# イギリス国鉄158形気動車

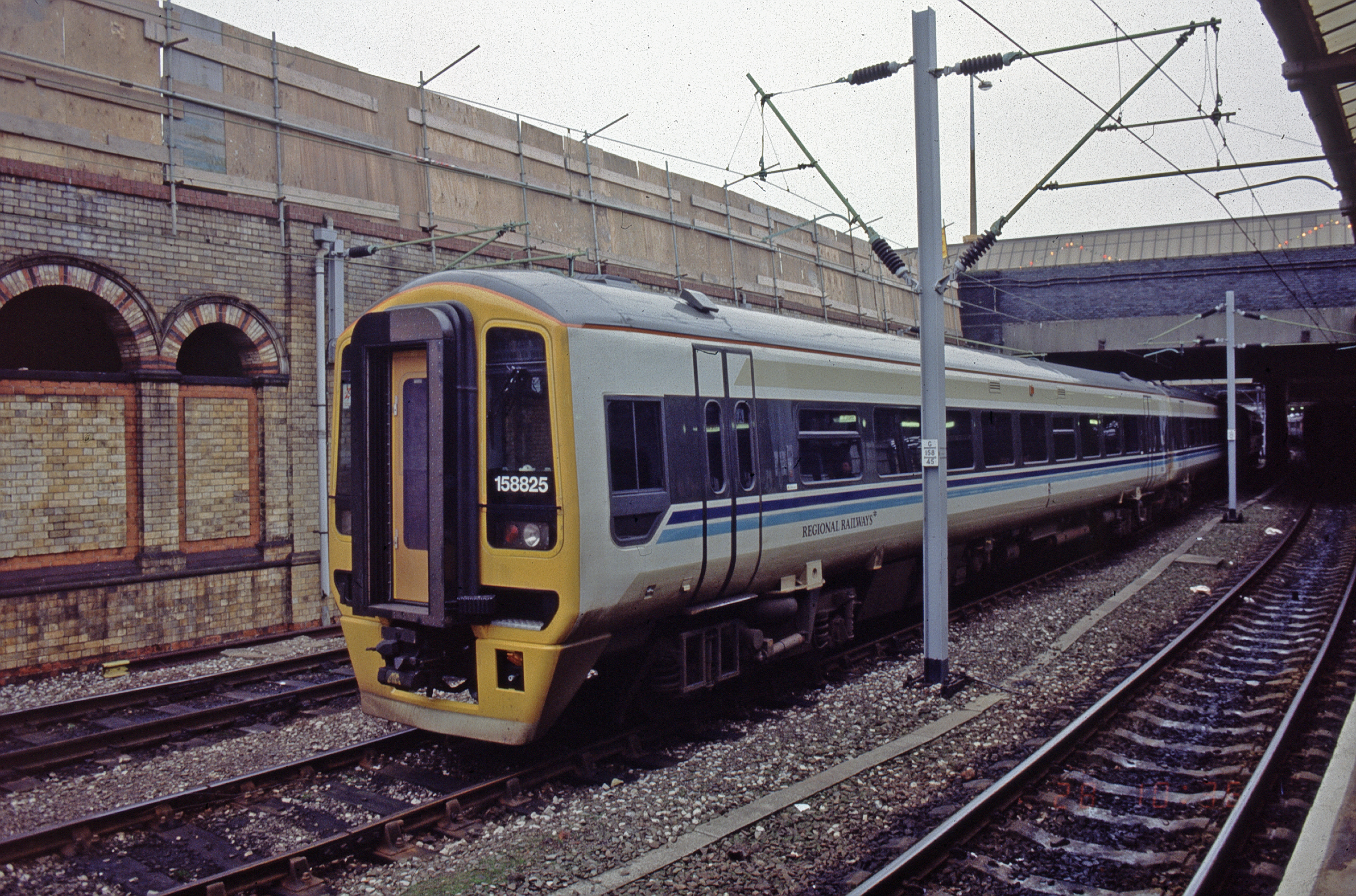
イギリス国鉄時代の158形

イギリス国鉄158形気動車（British Rail Class 158）は、イギリス国鉄が導入した中距離用の液体式気動車である。地方線区の機関車牽引列車と旧型の第一世代気動車の置き換え用として、BRELのダービー工場で1989年から1992年にかけて182編成が製造された。新世代気動車「スプリンター」シリーズの中でも高速運転が可能なことから「エクスプレス・スプリンター」の愛称がある。
一部の編成は長距離速達列車向けの設備に改装し、159形へ改称されている.。

## 概要
全182編成のうち大部分が2両編成だが、17編成が3両編成で登場している。3両編成のうち8編成は中間車を抜いて別の8編成に組み込み、159形の増備用に改造編入されている。最後の10編成はリーズ周辺の近郊列車向けに小改良されて登場した。
1次車は出力350HPのカミンズ製ディーゼルエンジンを搭載し、2両または3両の編成を組む。2次車は同一出力のパーキンス製エンジンを積む。最終増備車はウェールズの山岳路線向けに400HPの高出力のカミンズエンジンを搭載した。高出力編成は他に3両編成22本が製造されたが、長距離列車用向けに159形への改造を受けて運用を開始した。
台車は全車ともP4-4A、T4-4A形を装着する。連結器は全編成ともBSI式連結器を装着しており、150形、153形、155形、156形、159形、170形の各形式との併結運用が可能である。

## 運用
イギリス国鉄時代は1989年にスコットレールの運用に投入された。その後もグレートブリテン島各地に投入が進み、ミッドランド、北部イングランド、ウェールズ、南西部に運用範囲が広まっている。
民営化後は以下の運行会社で使用されている。

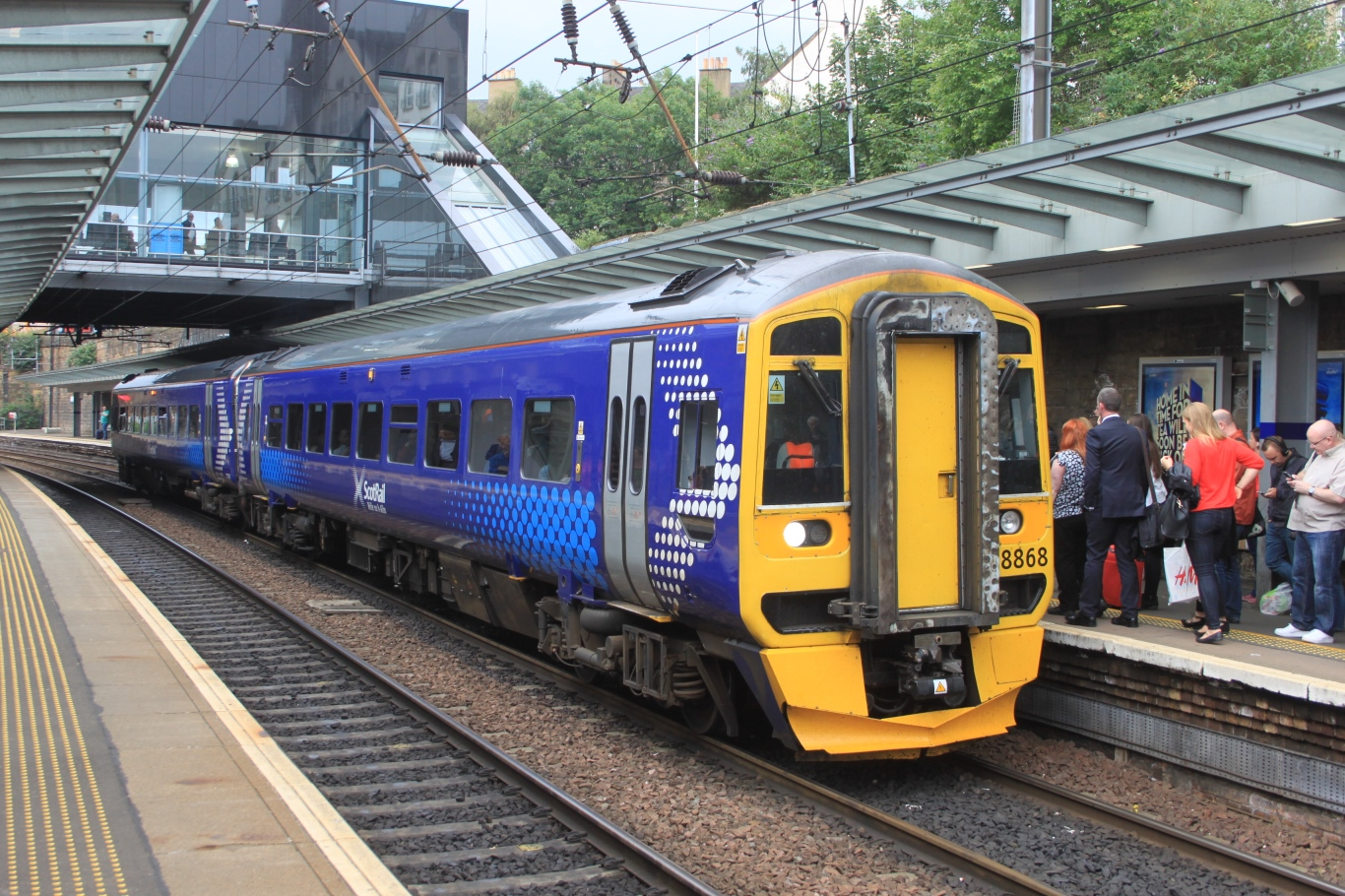
アベリオ・スコットレール
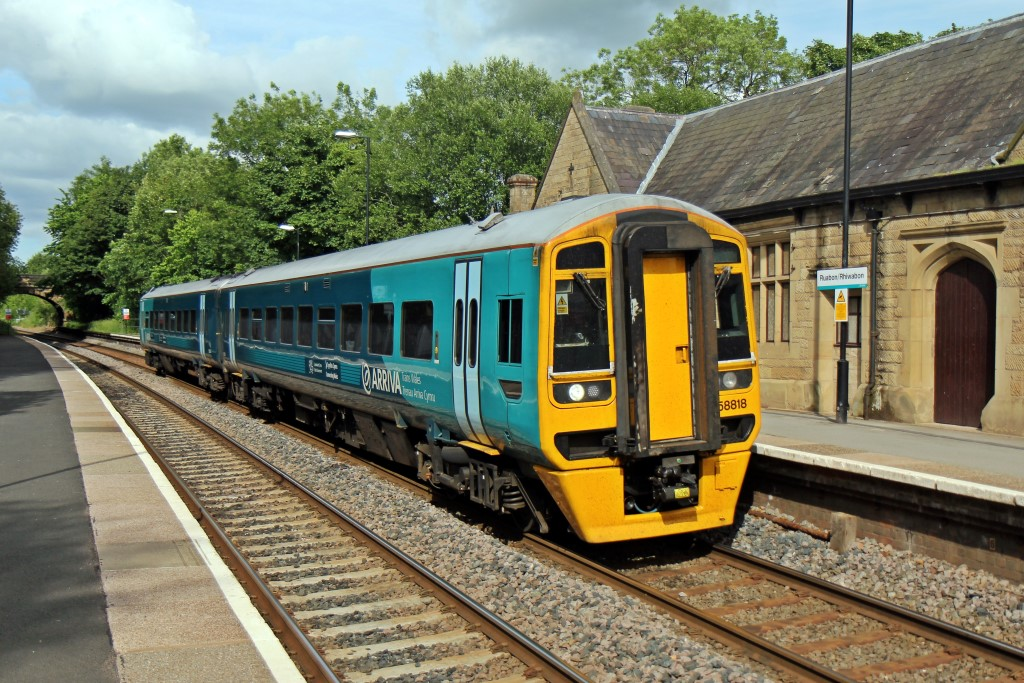
アリーヴァ・トレインズ・ウェールズ
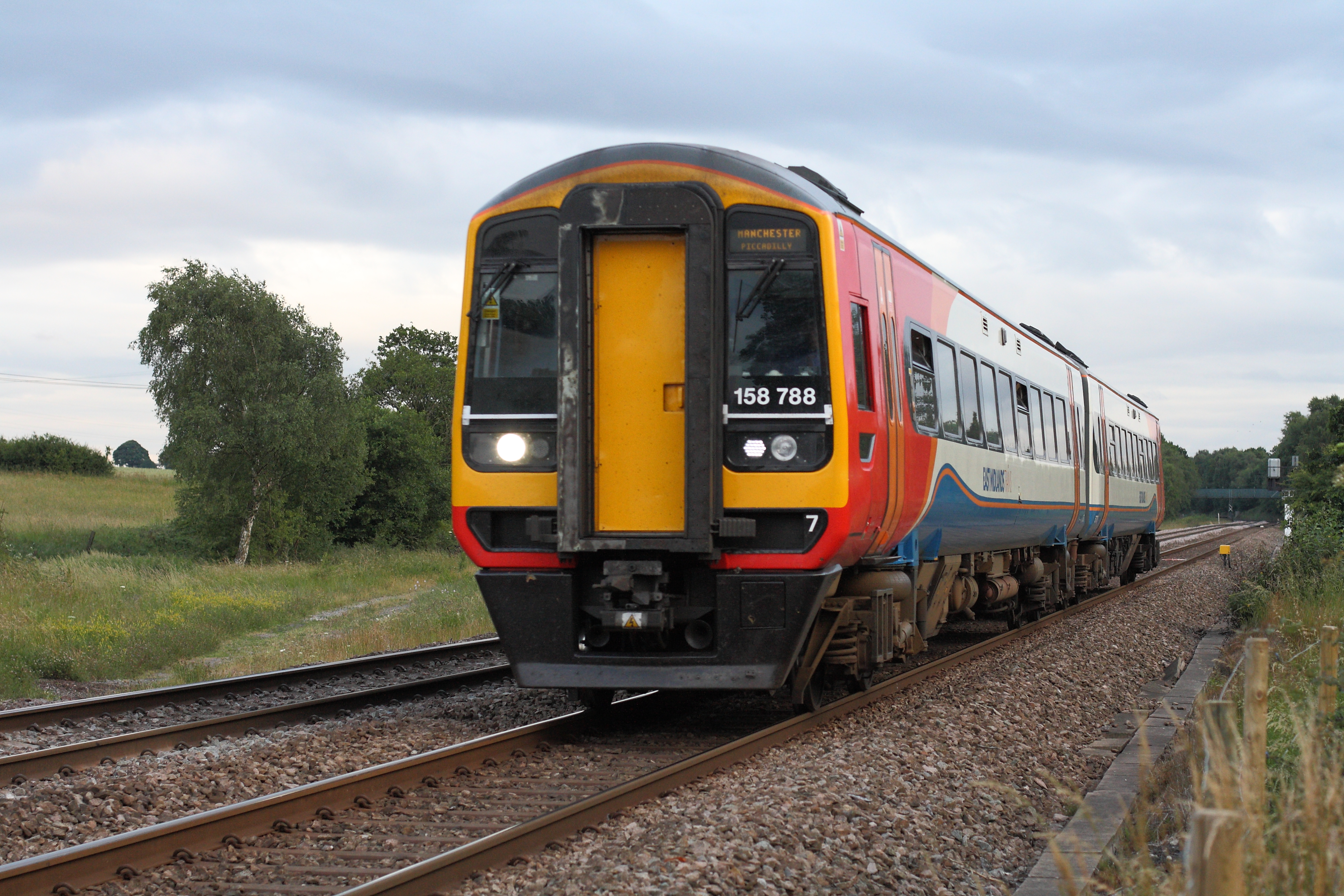
イースト・ミッドランズ・トレインズ（英語版）
- サウスウェスト・トレインズ
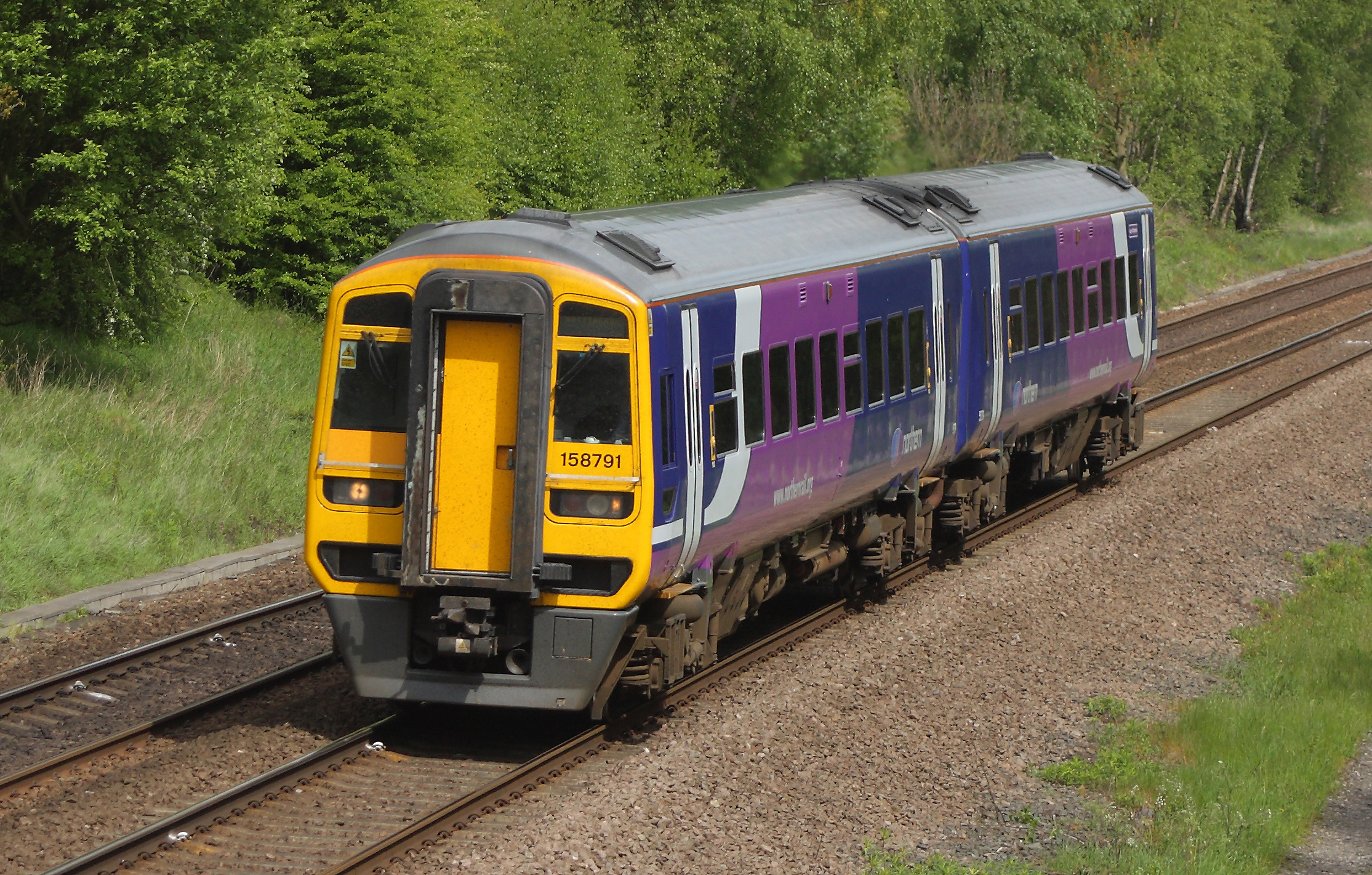
ノーザン（英語版）
- グレート・ウェスタン・レールウェイ

- アベリオ・スコットレール
- アリーヴァ・トレインズ・ウェールズ
- イースト・ミッドランズ・トレインズ
- ノーザン・レール

## タイ向けの輸出車両
158形を基礎として、タイ国有鉄道向けの気動車、ASR型が製造された。1990年から1991年にかけて3両編成6本がBRELで製造されタイへ輸出。現地に合わせて軌間を1,000 mmの狭軌としたほか、客用扉は手動の内開き戸とされた。2011年に全車が改装工事を施工された。

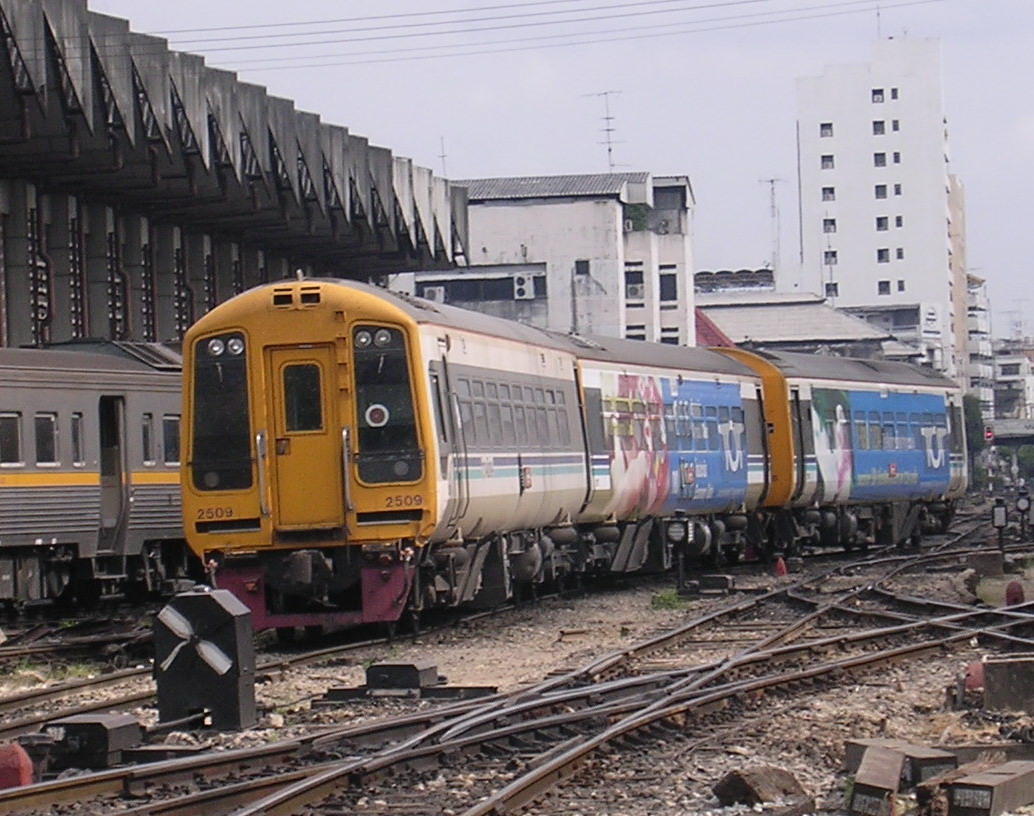
タイ国鉄の158形、ASR型 更新前
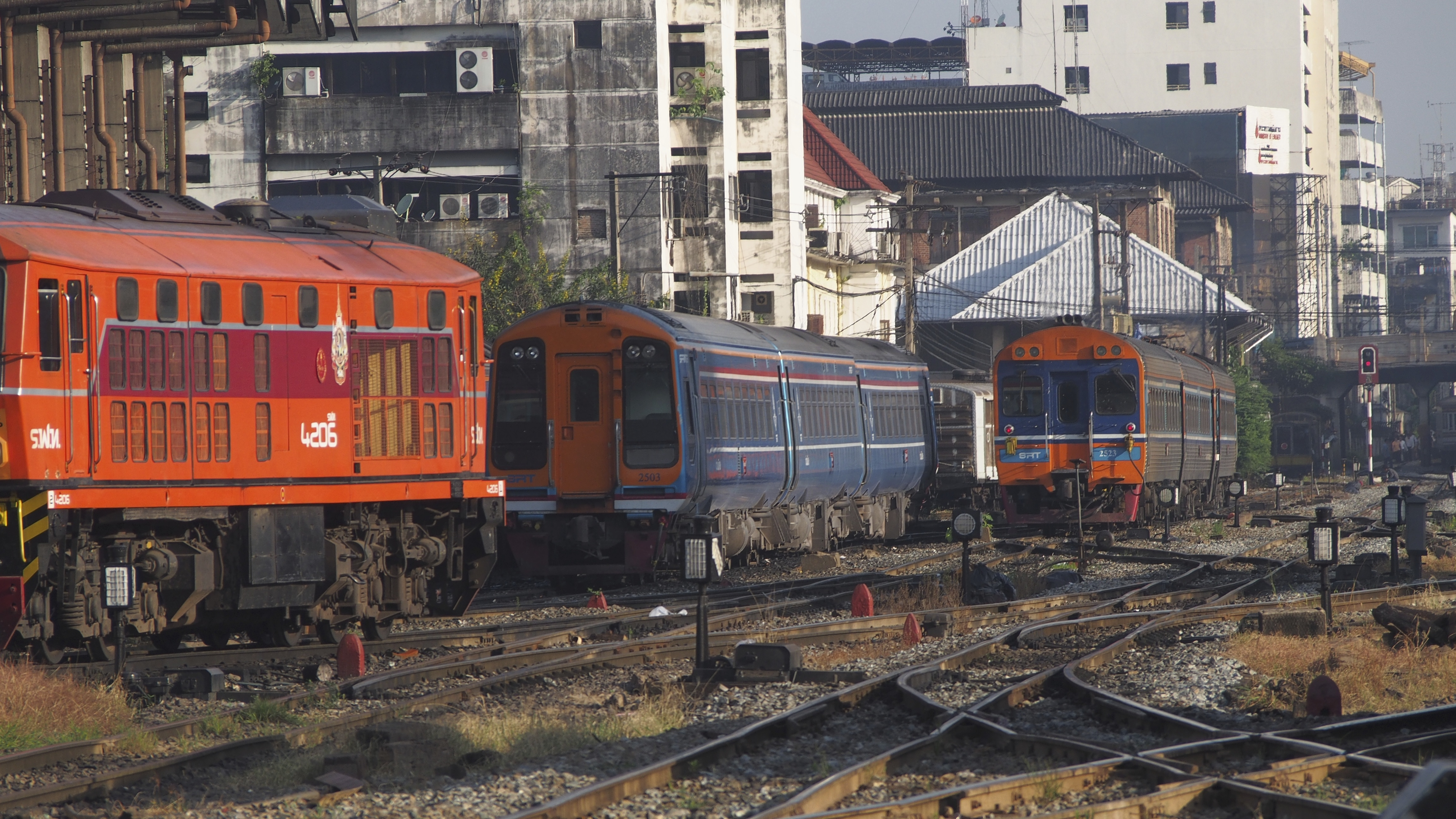
更新後のASR型 写真中央